# Domenico Mazzocchi
Domenico Mazzocchi (Civita Castellana, 8 novembre 1592 batt. – Roma, 21 gennaio 1665) è stato un compositore italiano del periodo barocco, autore di mottetti, madrigali, opere e oratori.
Fu al servizio di potenti aristocratici, come il cardinale Ippolito Aldobrandini, la famiglia Borghese, il cardinale Odoardo Farnese e il cardinale Maffeo Barberini, poi eletto al soglio pontificio col nome di Urbano VIII.
Mazzocchi fu il primo ad usare il semitono enarmonico ed i segni del crescere, del diminuire, del piano e del forte, adottati ben presto da tutti i compositori di musica sacra.
Il fratello minore, Virgilio Mazzocchi, fu per qualche tempo suo allievo ed ebbe una brillantissima carriera musicale.

## Opere
Elenco (incompleto) delle opere realizzate da Domenico Mazzocchi
- Sacrae Concertationes
- Nasceris, Alme Puer
- La Madalena ricorre alle lagrime
- Cura che di timor ti nutri
- In braccio a Cristo, a gli angeli, a Maria
- Lagrime amare
- Lamentum Matris Euryali
- Fin dal monte Sion
- Spoglie che fosti
- Voi, voi rubaste il core
- La catena d'Adone (1626) che ebbe la prima assoluta a Roma
- Dido Furens (1638)
- Nisus et Euryalus (1638)
- Da tutti gli horologi si cava moralità (1640)
- Dunque ove tu Signor (1640)
- Homai le luci erranti (1640)